# Durward Knowles
Durward Randolph Knowles (2 de noviembre de 1917-24 de febrero de 2018) fue un deportista bahameño que compitió en vela en la clase Star.
Participó en ocho Juegos Olímpicos de Verano entre los años 1948 y 1988, obteniendo dos medallas, bronce en Melbourne 1956 y oro en Tokio 1964, ambas en la clase Star. Ganó cuatro medallas en el Campeonato Mundial de Star entre los años 1946 y 1974, y una medalla en el Campeonato Europeo de Star de 1974.

## Palmarés internacional
| Juegos Olímpicos   | Juegos Olímpicos             | Juegos Olímpicos  | Juegos Olímpicos |
| Año                | Lugar                        | Medalla           | Clase            |
| ------------------ | ---------------------------- | ----------------- | ---------------- |
| 1956               | Melbourne (Australia)        | Medalla de bronce | Star             |
| 1964               | Tokio (Japón)                | Medalla de oro    | Star             |
| Campeonato Mundial |                              |                   |                  |
| Año                | Lugar                        | Medalla           | Clase            |
| 1946               | La Habana (Cuba)             | Medalla de bronce | Star             |
| 1947               | Los Ángeles (Estados Unidos) | Medalla de oro    | Star             |
| 1954               | Cascaes (Portugal)           | Medalla de plata  | Star             |
| 1974               | Laredo (España)              | Medalla de bronce | Star             |
| Campeonato Europeo |                              |                   |                  |
| Año                | Lugar                        | Medalla           | Clase            |
| 1974               | Laredo (España)              | Medalla de plata  | Star             |

1. ↑  En algunas ediciones del Campeonato Europeo se permitió la participación de regatistas de otros continentes.